# Robert Ophèle
Robert Ophèle, né le 31 août 1956 à Angoulême, est un économiste français.
Il a notamment été président de l'Autorité de contrôle prudentiel et de résolution puis de l’Autorité des marchés financiers de 2017 à 2022. Depuis février 2023, il préside le collège de l'Autorité des normes comptables.

## Biographie

### Formation
Diplômé de l’ESSEC avec une spécialisation en finance, il rejoint la Banque de France en 1981.

### Carrière dans le milieu financier
Après trois ans au Contrôle des banques, Robert Ophèle est économiste à la direction des Études et des statistiques monétaires, où il conduit notamment des travaux sur les relations entre les évolutions des marchés financiers et la politique monétaire. Détaché entre 1990 et 1991 à la Réserve fédérale (Fed) de New-York, il revient au siège de la Banque de France en tant que chef du service du Budget, puis comme directeur financier et du contrôle de gestion. Il représente la Banque de France dans de nombreux comités de l’Eurosystème, tels que l’AMICO, le COMCO et le BUCOM.
En juillet 2006, Robert Ophèle est nommé adjoint au directeur général des Études et relations internationales, chargé des questions de politique monétaire et de la coopération avec l’université. En juin 2009, il devient directeur général des Opérations, chargé notamment des opérations de marché, de la supervision des systèmes de paiement, de la stabilité financière et des services bancaires à la clientèle. Robert Ophèle participe aux travaux de nombreuses structures de Place (président du Comité national SEPA, président du groupe de Place Robustesse et du groupe Infrastructure de Place).
Second sous-gouverneur de la Banque de France à partir du 6 janvier 2012, il est désigné par le gouverneur pour le représenter en tant que président de l'Autorité de contrôle prudentiel et de résolution (ACPR).
Par décret du président de la République, Emmanuel Macron, en date du 24 juillet 2017, Robert Ophèle est nommé président de l’Autorité des marchés financiers (AMF) à compter du 1er août. Il succède à Gérard Rameix,. Cette nomination suscite des interrogations en raison du lien familial de Robert Ophèle, beau-père de Julien Denormandie, ami et protégé d'Emmanuel Macron.
Robert Ophèle souhaite que l'AMF joue un rôle central dans la régulation européenne. Il estime que la place du régulateur français au sein de l'ESMA, le gendarme européen des marchés, « doit être très importante, et peut-être même prépondérante après le départ de la FCA, le régulateur britannique ».

### Autres mandats
Il est membre du collège de l’Autorité des marchés financiers (AMF), membre de la commission de surveillance de la Caisse des Dépôts et, depuis janvier 2014, membre du Comité de Supervision du mécanisme de supervision unique de la Banque centrale européenne.

### Famille
Père de Cécile Ophèle née en 1981, il est le beau-père du ministre Julien Denormandie.

## Décoration
- Robert Ophèle est chevalier de la Légion d'honneur[réf. nécessaire].